# Joey Haywood
Joel „Joey” Haywood (ur. 3 września 1984 w Vancouver) – kanadyjski koszykarz, występujący na pozycji rozgrywającego, posiadający także trynidadzkie obywatelstwo, reprezentant tego kraju.
W 2002, jako nastolatek, wziął udział w jednym z przystanków na trasie And 1 Mixtape Tour, w Seattle wraz ze swoimi kolegami (Mohammed „Goosebumps” Wenn, Jonathan „Johnny Blaze” Mubanda, David „Dazzle” Mubanda, Rory „Disaster” Grace, Jermaine „Fresh” Foster, Andrew „Six Fingaz” Liew, Dauphin „Delight” Ngongo, Jamal „Where you at” Parker, Nick „Hope Dreams” Hope) z kanadyjskiej drużyny streetballowej – The Notic (oficjalnie to nazwa projektu filmowego). Pod pseudonimem King Handles zaprezentował bardzo szeroki arsenał ruchów na ponadprzeciętnej szybkości. Stał się rozpoznawalny, gdyż trasa była transmitowania na antenie ESPN2 w programie Street Ball: The AND 1 Mix Tape Tour. Dzięki udziałowi w programie zyskał popularność wraz z kolegami, która wzrosła po wydaniu dwóch części – The Notic Mixtapes, materiałów prezentujących ich zagrania oraz triki koszykarskie, podczas rozgrywanych spotkań. 
Po pewnym czasie dołączył do nowej ekipy streetballowej – YPA. Poświęcono mu artykuł w prestiżowym magazynie koszykarskim SLAM, jako pierwszemu i jedynemu w historii kanadyjskiemu streetballerowi. Od tamtego momentu zaczął podróżować po świecie jako gracz uliczny, biorąc udział w rozmaitych imprezach koszykarskich.
W 2007 był jednym z dwóch finalistów walki o kontrakt podczas trasy streetballowej Ball4Real, której zwycięzcą został ostatecznie Patrick „Pat Da Roc” Robinson. W tym samym roku podjął studia i zaczął rozwijać swoją karierę koszykarską. W 2011 zaczął zawodowo grać w koszykówkę.
Został uznany przez wiele portali internetowych oraz magazynów za najlepszego streetballera Kanady w historii.

## Osiągnięcia
Na podstawie, o ile nie zaznaczono inaczej.
College
- Zawodnik roku Atlantic University Sport (AUS – 2011)
- Zaliczony do I składu AUS (2009, 2010)

Indywidualne
- Najlepszy kanadyjski zawodnik sezonu NBL (2012, 2013)
- Zaliczony do:
  - I składu NBL All-Canada (2013, 2015)
  - II składu:
    - NBL (2013)
    - defensywnego NBL (2012)

  - III składu NBL (2013)
  - składu honorable mention ligi duńskiej (2014)
- Lider strzelców ligi duńskiej (2014)
- Uczestnik meczu gwiazd:
  - kanadyjskiej ligi NBL (2012[9], 2013)
  - ligi duńskiej (2014)
- MVP tygodnia NBL (2 – 2011–2012)

Reprezentacja
- Zdobywca Pucharu Williama Jonesa (2017)[10]
- Uczestnik Centrobasketu (2010 – 10. miejsce)[11]

## Filmografia
W swoim życiu zaliczył także kilka epizodów filmowych.
| Rok  | Tytuł                         | Rola                  | Reżyser               |
| ---- | ----------------------------- | --------------------- | --------------------- |
| 2011 | The Saints of Mt. Christopher | Delroy Links          | Shane Dean            |
| 2006 | Korpus weteranów              | Członek gangu         | Jean-Claude Van Damme |
| 2006 | Like Mike 2: Streetball       | Cavity                | David Nelson          |
| 1997 | Koszykarz Buddy               | Zawodnik Timberwolves | Charles Martin Smith  |